# Rue de Provence (Barcelone)
Pour les articles homonymes, voir Rue de Provence.
La rue de Provence (en catalan : Carrer de Provença) est l'une des grandes artères de Barcelone. Elle traverse les districts de Sant Martí et de l'Eixample.
La rue est nommée en l'honneur du comté de Provence, et de l'union entre Douce de Gévaudan, comtesse de Provence, et Ramon Berenguer III, comte de Barcelone. La rue était désignée par voie J dans le plan Cerdà.

## Édifices notables
- Le siège historique du Lycée français de Barcelone est situé au numéro 365 de la rue de Provence[1] (1930), avant d'emménager dans le quartier de Pedralbes.
- Les monuments célèbres de la Sagrada Familia et de la Casa Milà donnent sur cet axe.
- Les murs de l'ancienne Prison Model de Barcelone se situent au sud de l'avenue[2].

## Infrastructure notable
La gare de Barcelone-Sants (extrémité sud-ouest) et celle de Clot-Arago (extrémité nord-est) donnent sur cet axe.